# Liste de musées numismatiques
la liste de musées numismatiques dans le monde, remarquables par leurs collections ou leur thème décrit 
un certain nombre de musées d'histoire ou de musées d'art dans le monde qui conservent d'importantes collections numismatiques (pièces de monnaie, médailles et jetons) ; certains musées sont spécifiquement consacrés à l’histoire de la monnaie. De nombreux musées régionaux possèdent des collections de pièces de monnaie qui illustrent l'histoire de leur région ou qui proviennent de sites archéologiques locaux. 
Cet article donne 

## Collections numismatiques

### Allemagne
- Cabinet des médailles du Bode-Museum, Berlin : 500 000 objets
- Münzkabinett (Cabinet des Médailles) de Dresde : 300 000 objets
- Collection d'Etat de Monnaies de Munich (Staatliche Münzsammlung München) : 300 000 objets
- Cabinet des monnaies orientales (de), Université d'Iéna, 23000 monnaies.
- Musée rhénan, Trèves ; conserve notamment le trésor romain de Trèves (2 558 pièces d'or romaines).

### Autriche
- Cabinet des monnaies du Kunsthistorisches Museum, Vienne : environ 700 000 objets

### Azerbaïdjan
- Musée de l'histoire d'Azerbaïdjan, Bakou : 150 000 objets numismatiques[1].

### Canada
- Musée de la Banque du Canada à Ottawa

### Colombie
- Maison de la monnaie à Bogota.

### États-Unis
- Smithsonian Institution, Washington : 1 600 000 objets
- American Numismatic Society, New York : 800 000 objets

### France
- Département des Monnaies, médailles et antiques de la Bibliothèque nationale de France, Paris : 555 000 objets
- Musée de la Monnaie de Paris : 40 000 monnaies et 70 000 médailles
- Médaillier du musée des Beaux-Arts de Lyon : environ 50 000 monnaies, médailles, jetons, sceaux et bijoux.
- Cabinet des Monnaies et des Médailles de la ville de Marseille : plus de 40 000 objets[2].
- Musée Carnavalet, Paris : 50 000 objets
- Musée des monnaies et médailles Joseph-Puig, Perpignan. Environ 42 000 monnaies et médailles.

### Grèce
- Musée numismatique d’Athènes : 600 000 objets

### Italie
- Bibliothèque apostolique vaticane, Rome, Vatican - collection numismatique : 330 000 objets
- Musée philatélique et numismatique du Vatican
- Musée national romain, Rome - section numismatique : plus de 120 000 objets
- Musée archéologique national de Naples - section numismatique : 150 000 objets
- Musée Correr, Venise - collection numismatique : 50 000 objets

### Japon
- Musée de la monnaie de la banque du Japon

### Monaco
- Musée des timbres et des monnaies de Monaco

### Pakistan
- Musée national du Pakistan, Karachi : 58 000 objets

### Pologne
- Musée national de Varsovie : 250 000 objets

### Royaume-Uni
- Département des monnaies et médailles du British Museum, Londres: 1 000 000 d'objets
- Ashmolean Museum, Oxford: 333 000 objets
- Fitzwilliam Museum, Cambridge: 192 000 objets
- Hunterian Museum and Art Gallery, Glasgow : 70 000 objets

### Russie
- Musée de l'Ermitage, Saint Pétersbourg : 1 125 000 objets
- Musée Pouchkine, Moscou : 200 000 objets

### Suède
- Cabinet numismatique royal, Stockholm : 600 000 objets[3]

### Suisse
- Musée monétaire cantonal de Lausanne : 80 000 objets
- Musée de la fausse monnaie - maison Farinet, Saillon

### Tunisie
- Musée de la monnaie, Tunis.